# Гоуп (Аляска)
Гоуп (англ. Hope) — переписна місцевість (CDP) в США, в окрузі Кенай штату Аляска. Населення — 161 особа (2020).

## Географія
Гоуп розташований за координатами 60°53′10″ пн. ш. 149°37′59″ зх. д. / 60.88611° пн. ш. 149.63306° зх. д. (60.886124, -149.632991). За даними Бюро перепису населення США в 2010 році переписна місцевість мала площу 134,14 км², з яких 133,96 км² — суходіл та 0,18 км² — водойми.

### Клімат
| Клімат : Гоуп           | Клімат : Гоуп | Клімат : Гоуп | Клімат : Гоуп | Клімат : Гоуп | Клімат : Гоуп | Клімат : Гоуп | Клімат : Гоуп | Клімат : Гоуп | Клімат : Гоуп | Клімат : Гоуп | Клімат : Гоуп | Клімат : Гоуп | Клімат : Гоуп |
| Показник                | Січ.          | Лют.          | Бер.          | Квіт.         | Трав.         | Черв.         | Лип.          | Серп.         | Вер.          | Жовт.         | Лист.         | Груд.         | Рік           |
| Абсолютний максимум, °C | 9,4           | 13,3          | 14,4          | 21,7          | 25,0          | 27,8          | 27,2          | 26,7          | 22,8          | 16,1          | 10,0          | 11,1          | 27,8          |
| Середній максимум, °C   | −3,8          | −2,4          | 1,5           | 7,2           | 13,7          | 17,3          | 18,9          | 17,6          | 12,9          | 5,6           | −1,7          | −3,5          | 6,9           |
| Середній мінімум, °C    | −11,3         | −10,9         | −8,1          | −2,9          | 1,7           | 6,1           | 9,0           | 7,9           | 3,7           | −2,1          | −8,3          | −10,8         | −2,2          |
| Абсолютний мінімум, °C  | −35           | −30           | −26,1         | −18,9         | −6,1          | −1,1          | 1,7           | −1,1          | −7,8          | −18,9         | −27,2         | −30,6         | −35           |
| Норма опадів, мм        | 47            | 39            | 31            | 20            | 17            | 27            | 51            | 67            | 81            | 66            | 57            | 61            | 563           |
| Днів з опадами          | 8             | 6             | 6             | 5             | 5             | 6             | 9             | 9             | 12            | 9             | 10            | 9             | 94,0          |
| ----------------------- | ------------- | ------------- | ------------- | ------------- | ------------- | ------------- | ------------- | ------------- | ------------- | ------------- | ------------- | ------------- | ------------- |
| Джерело:                |               |               |               |               |               |               |               |               |               |               |               |               |               |

## Демографія
Згідно з переписом 2010 року, у переписній місцевості мешкали 192 особи в 97 домогосподарствах у складі 53 родин. Густота населення становила 1 особа/км². Було 197 помешкань (1/км²).
Расовий склад населення:
| - 88,0 % — білих - 4,2 % — корінних американців - 0,5 % — вихідців з тихоокеанських островів - 0,5 % — азіатів |

До двох чи більше рас належало 6,8 %. Частка іспаномовних становила 3,1 % від усіх жителів.
За віковим діапазоном населення розподілялося таким чином: 15,1 % — особи молодші 18 років, 63,0 % — особи у віці 18—64 років, 21,9 % — особи у віці 65 років та старші. Медіана віку мешканця становила 54,3 року. На 100 осіб жіночої статі у переписній місцевості припадало 111,0 чоловіків; на 100 жінок у віці від 18 років та старших — 117,3 чоловіків також старших 18 років.
Цивільне працевлаштоване населення становило 36 осіб. Основні галузі зайнятості: сільське господарство, лісництво, риболовля — 66,7 %, роздрібна торгівля — 33,3 %.